# Eddie Hapgood
Edris Albert „Eddie” Hapgood (ur. 24 września 1908 w Bristolu, zm. 20 kwietnia 1973 w Royal Leamington Spa) – były angielski piłkarz i trener piłkarski.
Urodził się 24 września 1908 roku w Bristolu. W tymże mieście łączył karierę futbolisty z pracą roznosiciela mleka. Zrezygnował z niej, gdy podpisał kontrakt z Kettering Town. W 1927 roku zainteresował się nim trener Arsenalu, Herbert Chapman, który wkrótce za sumę 950 tysięcy funtów ściągnął zawodnika na Highbury. Gdy przyszedł na pierwszy trening, był tak bardzo chudy, że nakazano mu zrezygnować z wegetarianizmu i rozpoczęto pracę nad jego siłą.
Pewne miejsce w składzie Arsenalu wywalczył dopiero w 1929 roku i zachował je aż do wybuchu II wojny światowej. W barwach Kanonierów pięciokrotnie był mistrzem Anglii i dwa razy zdobył Puchar Anglii. W sumie w Arsenalu rozegrał 440 mecze i strzelił 2 bramki.
W reprezentacji wystąpił w 30 spotkaniach, a w 21 pełnił rolę kapitana. W debiucie z Włochami (1:1) piłka po jego strzale trafiła w Benito Mussoliniego. Debiut w roli kapitana zespołu również przypadł na mecz z Włochami. W słynnej „Bitwie o Highbury” Anglicy pokonali Włochów 3:2. Najgorszym dniem w jego karierze był 14 maja 1938 roku, kiedy to w Berlinie Anglia grała z Niemcami. Przed meczem zmuszono Anglików do wykonania nazistowskiego pozdrowienia. Goście zwyciężyli 6:3, a Hapgood po latach mówił: „Chciałbym móc cofnąć czas i sprawić, by tego momentu nie było”.
Po zakończeniu wojny zajął się trenerką. Był szkoleniowcem Blackburn Rovers (1944–1947) i Watfordu (1948–1950).
W 1945 roku wydał autobiografię, jedną z pierwszych napisanych przez piłkarzy.

## Sukcesy
Arsenal
- Mistrzostwo Anglii – 1930/1931, 1932/1933, 1933/1934, 1934/1935, 1937/1938
- Puchar Anglii – 1930, 1936

## Literatura
Michał Szadkowski – „Słynne kluby piłkarskie” – Biblioteka Gazety Wyborczej